# واين فلمنج
واين فلمنج هو لاعب هوكي الجليد كندي، ولد في 6 يوليو 1950 في وينيبيغ في كندا، وتوفي في 25 مارس 2013 في كالغاري في كندا.

## وصلات خارجية
- واين فلمنج على موقع EliteProspects.com (الإنجليزية)
- واين فلمنج على موقع HockeyDB.com (الإنجليزية)